# Haydock
Haydock es una localidad situada en el municipio metropolitano de Saint Helens, en Merseyside, Inglaterra. Según el censo de 2021, tiene una población de 16 140 habitantes.
Está ubicada en cerca de la desembocadura del río Mersey, de la costa del mar de Irlanda y de la ciudad de Liverpool.